# Crossocerus binotatus
Crossocerus binotatus är en stekelart som beskrevs av Amédée Louis Michel Lepeletier och Gaspard Auguste Brullé 1835. Crossocerus binotatus ingår i släktet Crossocerus, och familjen Crabronidae. Det är osäkert om arten förekommer i Sverige.